# Diamonds – The Best of Dio
„Diamonds-The Best of Dio“ е компилация от най-добрите парчета на американската хевиметъл група Dio. Издадена е през 1992 г., но никога в САЩ. Албумът включва песни от периода 1983 – 1990.

### LP
Страна A:
1. „Holy Diver“ – 5:54 (Дио)
2. „Rainbow in the Dark“ – 4:16 (Дио, Апис, Бейн, Кемпбъл)
3. „Don't Talk to Strangers“ – 4:53 (Дио)
4. „We Rock“ – 4:35 (Дио)
5. „The Last in Line“ – 5:47 (Дио, Бейн, Кемпбъл)
6. „Rock 'N' Roll Children“ – 4:32 (Дио)

Страна Б:
1. „Sacred Heart“ – 6:28 (Дио, Апис, Бейн, Кемпбъл)
2. „Hungry for Heaven“ – 4:11 (Дио, Бейн)
3. „Hide in the Rainbow“ – 4:06 (Дио, Бейн)
4. „Dream Evil“ – 4:29 (Дио, Голди)
5. „Wild One“ – 4:03 (Дио, Робъртсън)
6. „Lock Up the Wolves“ – 8:34 (Дио, Робъртсън, Бейн)

### CD
1. „Holy Diver“ – 5:54
2. „Rainbow in the Dark“ – 4:16
3. „Don't Talk to Strangers“ – 4:53
4. „We Rock“ – 4:35
5. „The Last in Line“ – 5:47
6. „Evil Eyes“ – 3:38
7. „Rock 'N' Roll Children“ – 4:32
8. „Sacred Heart“ – 6:28
9. „Hungry for Heaven“ – 4:11
10. „Hide in the Rainbow“ – 4:06
11. „Dream Evil“ – 4:29
12. „Wild One“ – 4:03
13. „Lock Up the Wolves“ – 8:34

## Състав
- Рони Джеймс Дио – вокал, клавишни, продуцент
- Вивиан Кемпбъл – китара (на 1-9)
- Крейг Голди – китара (на 10, 11)
- Ролан Робъртсън – китара (на 12, 13)
- Джими Бейн – бас (на 1-11)
- Теди Кук – бас (на 12, 13)
- Вини Апис – барабани (на 1-11)
- Саймън Филипс – барабани (на 12, 13)
- Клод Шнел – клавишни (на 4-11)
- Йенс Йохансон – клавишни (на 12, 13)

|  | Тази страница частично или изцяло представлява превод на страницата Diamonds – The Best of Dio в Уикипедия на английски. Оригиналният текст, както и този превод, са защитени от Лиценза „Криейтив Комънс – Признание – Споделяне на споделеното“, а за съдържание, създадено преди юни 2009 година – от Лиценза за свободна документация на ГНУ. Прегледайте историята на редакциите на оригиналната страница, както и на преводната страница, за да видите списъка на съавторите. ВАЖНО: Този шаблон се отнася единствено до авторските права върху съдържанието на статията. Добавянето му не отменя изискването да се посочват конкретни източници на твърденията, които да бъдат благонадеждни. |